# Пыхачев, Николай Аполлонович
Николай Аполлонович Пыхачев (1 (13) октября 1851 — октябрь 1932) — русский военный деятель, генерал от инфантерии (21 ноября 1911), командир Отдельного корпуса пограничной стражи (1908—1917).

## Биография
Родился 1 (13) октября 1851 года в семье дворянина Полтавской губернии Аполлона Петровича Пыхачева (14.06.1814—?). Его дед, подпоручик Пётр Васильевич Пыхачев (1782—?) был дворянином Казанской губернии; этот род был внесён в 6-ю часть дворянской родословной книги Казанской губернии по определению Казанского дворянского депутатского собрания от 15 ноября 1789 года.
На службе состоял с 16 августа 1867 года после окончания 1-го Московского кадетского корпуса. В 1869 году окончил 3-е Александровское училище, из которого был выпущен подпоручиком (ст. 12.07.1869) с зачислением по армейской пехоте и прикомандированием к лейб-гвардии Московскому полку. Переведён в полк чином прапорщика гвардии (ст. 12.07.1870).
Участвовал в русско-турецкой войне 1877—1878. Штабс-капитан гвардии (ст. 30.08.1878). Капитан гвардии (ст. 08.04.1884). Полковник (ст. 21.04.1891).
С 29 апреля 1896 года командир 95-го Красноярского пехотного полка. Генерал-майор (пр. 1900; ст. 09.04.1900; за отличие).
С 24 ноября 1899 года — командир лейб-гвардии Московского полка, со 2 июня 1904 года — командир 1-й бригады 2-й гвардейской пехотной дивизии.
С 23 января 1905 года состоял в распоряжении Главнокомандующего войсками Гвардии и Санкт-Петербургского ВО.
С 9 сентября 1906 года — командующий 23-й пехотной дивизией. Генерал-лейтенант (пр. 1907; ст. 22.04.1907; за отличие) с утверждением в должности.
16 апреля 1908 года назначен командиром Отдельного корпуса пограничной стражи. Генерал от инфантерии (пр. 21.11.1911; ст. 14.04.1913; за отличие; со старшинством на основании Высочайшего повеления, последовавшего 23.11.1910). На 1 августа 1916 года в том же чине и должности.
С 02.1917 в отставке. В эмиграции. Умер в октябре 1932 года.
Брат — Виктор (1855 — ?) — военный инженер, генерал-лейтенант, после Октябрьской революции перешёл на службу в РККА.

## Воинские звания
- подпоручик (23.07.1869)
- прапорщик гвардии (15.08.1870)
- подпоручик (30.08.1872)
- поручик (04.04.1876)
- штабс-капитан (30.08.1878)
- капитан (08.04.1884)
- полковник (21.04.1891)
- генерал-майор (09.04.1900)
- генерал-лейтенант (22.04.1907)
- генерал от инфантерии (21.11.1911)

## Награды

### Российские
- Орден Святой Анны 4-й степени (1878)
- Орден Святого Станислава 3-й степени с мечами и бантом (1878)
- Орден Святой Анны 3-й степени с мечами и бантом (1878)
- Орден Святого Станислава 2-й степени с мечами (1878)
- Орден Святого Владимира 3-й степени (1897)
- Орден Святого Станислава 1-й степени (1903)
- Орден Святой Анны 1-й степени (1906)
- Орден Святого Владимира 2-й степени (1911)
- Орден Белого орла (1915)

### Иностранные
- Румынский Железный крест (1879);
- Французский Орден Почетного Легиона (1897);
- Прусский Орден Красного Орла 2-го класса (1898);
- Румынский Орден Звезды Румынии 3 класса (1899).